# Pittosporum tenuivalvatum
Pittosporum tenuivalvatum är en tvåhjärtbladig växtart som beskrevs av Chang och Yan. Pittosporum tenuivalvatum ingår i släktet Pittosporum och familjen Pittosporaceae. Inga underarter finns listade.